# 拉斯特錢斯 (科羅拉多州)
拉斯特錢斯（英語：Last Chance）是位於美國科羅拉多州華盛頓縣的一個非建制地區。該地的面積和人口皆未知。

## 地理
拉斯特錢斯的座標為39°44′24″N 103°35′37″W / 39.74000°N 103.59361°W，而該地的平均海拔高度為1469米（即4820英尺）。